# Život našega Gospodina
Život našega Gospodina je knjiga o Isusu Kristu koju je, između 1846. i 1849., napisao engleski književnik Charles Dickens za svoju djecu. Napisao ju je otprilike u doba kad je napisao i knjigu "David Copperfield".
Knjiga je prvi put objavljena 1934. na engleskom jeziku, 64 godine nakon autorove smrti.